# WIMP (電腦)
WIMP，即Windows（視窗）、Icon（圖標）、Menu（選單）及Pointer（指標）的縮寫，是電腦圖形界面使用的一種界面規範。WIMP是人機互動領域之中使用最普遍的電腦互動界面，Windows、MacOS等作業系統便以WIMP爲界面規範。WIMP的全稱便是它的四大組成元件。

## 組成元件

### 視窗介面
視窗介面是一個可見的範圍，每一個視窗介面均被視為獨立的執行終端。一個視窗介面通常能夠包含文字與圖像。一般而言，為了增進視窗介面的可用性，一個視窗介面通常會包含各種控制元件，例如捲軸（Scrollbar）、標題列（Title Bar），以及調整大小及縮放功能的元件。當兩個或多個視窗介面同時出現在桌面（desktop）上時，使用者可依個人的需求選擇使其交疊、並排或著是串連。

### 圖標
圖標是用來表示或指示使用者執行程序的簡單圖像，舉凡縮小的視窗、桌面上的垃圾桶或著是程序的執行捷徑，都可用圖標來表示。圖標的設計可以選擇寫實地再現它所代表的功能（例如：垃圾桶），也可以高度抽象。

### 指標
一般來說，WIMP這種介面最依賴的人機互動模式之一，就是「點選模式」（pointing & selecting）。因此，指標的存在對WIMP而言當然也是不可或缺的。指標的圖示通常不只一種，而不同的指標圖示同時也就代表了不同的功能，例如指標旁邊帶有沙漏即代表系統正在忙碌。然而，無論是何種設計，每一種指標都有「熱點」，也就是它負責指定的區塊。

### 選單
選單不僅在視窗介面的系統中扮演重要的角色，在其他非視窗介面的系統中往往也是相當普遍的存在。一個選單通常包含了以文字、符號與圖像組成的命令列表，使用者藉由指標點選以執行相關的程序。一般而言，選單的類型大致上有以下四種：下拉式選單（Pull-down menus）、下降式選單（Fall-down menus）、釘附式選單（Pin-up menus）、彈出式選單（Pop-up menus）以及環形式選單（Pie menus）。

除了以上四種主要互動元件之外，一般而言WIMP也包含了以下三種元件：

### 按鈕
按鈕是一個獨立的控制項，可供使用者點選以啟動特定的程序，或著是在兩種系統狀態之間做切換的動作。

### 工具列
許多系統都會有一條或一塊區域，上頭佈滿了圖標或是按鈕，以提供使用者啟動他最常使用的執行程序。工具栏（toolbar）的功能近似於選單，但因為工具列上往往只用圖標，而非選單上常用的文字描述，因此得以在最小的空間內塞入最多的功能。

### 對話框
對話框（Dialog box）是系統為了要提醒使用者特定資訊而出現的視窗，除了顯示警告訊息之外，對話框還可以擔任「確認者」的角色，比方說存檔時的位址、檔案的刪除與否等互動狀況。

## 標準

### 麥金塔
當蘋果電腦取用了帕罗奥多研究中心（Xerox Palo Alto Research Center）的點子，並大量應用在暢銷的麥金塔電腦（Macintosh） 上時，也一併針對WIMP這個互動介面典範確立了數項標準。
- 以使用者的一般日常生活為隱喻（metaphors），以方便他們學習使用。
- 看（see）與點（point）的使用哲學
- 所見即所得（WYSIWYG）
- 回饋與對話
- 允許使用者重做的空間
- 使用最少但最具品味的顏色來設計
- 開關元件（toggled items）
- 元件、圖標等的分類必須有一致的原則
- 對話視窗的必要性

### Windows
Windows大部分的設計理念來自於麥金塔的指引方針；事實上，早期視窗系統的某些功能還是蘋果電腦所授權。
以下是視窗系統與麥金塔系統明顯的相異之處：
1. 主要的程式工具列是可以移動的
2. 所有的選單與對話框都可被操作
3. 滑鼠的右鍵可用來操作元件屬性